# Светошумовые боеприпасы

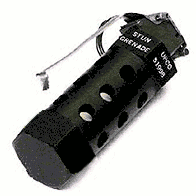
Светошумовая граната М84

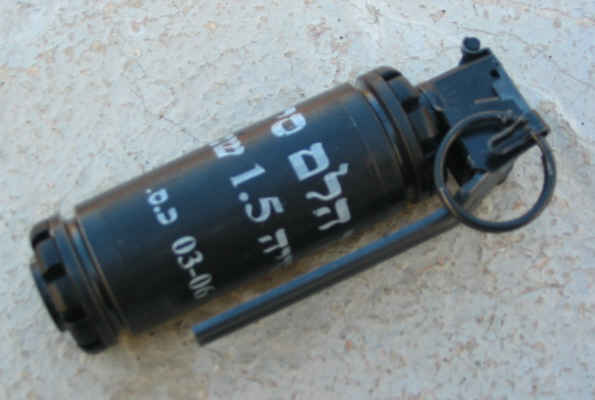
Израильская светошумовая граната

Светошумовые (или светозвуковые) боеприпасы — это специальные средства несмертельного действия, оказывающие на человека светозвуковое и осколочное воздействие.
Состоят на вооружении вооружённых сил, правоохранительных органов и спецслужб. Применяются для временного вывода противника или правонарушителя из строя путём ослепления ярким светом, оглушения резким громким звуком и травмирования сравнительно мягкими поражающими элементами (осколками или резиновой картечью).

## Основные типы светозвуковых боеприпасов
- Ручные гранаты, приводятся в действие предохранительно-пусковым механизмом и доставляются к противнику (правонарушителю) путём ручного броска. Серийное производство светошумовой гранаты G60 stun grenade было начато в Великобритании в конце 1970-х годов[1];
- Гранатомётные выстрелы:

- 37-мм гранатомётные выстрелы. Применяются для отстрела из 37-мм ручных газовых гранатомётов и 37-мм подствольных гранатомётов
- 40 × 46 мм гранатомётные выстрелы
- 40-мм выстрел ВГ-40СЗ — для отстрела из подствольных гранатомётов ГП-25, ГП-30
- 50-мм выстрел ГСЗ-50 — для отстрела из ручного гранатомёта РГС-50.

- Ружейные патроны

- Ружейные патроны 12 калибра — выпускаются для полиции ряда западных государств
- 23×81 мм патрон «Звезда» для карабина КС-23

- Светозвуковые патроны для гражданского оружия самообороны — разработаны для использования в гражданском травматическом оружии самообороны, не взаимозаменяемы с боевыми патронами.

- 18×45 мм СЗ — российский патрон, разработанный в 2004 году. Применяется в бесствольных пистолетах ПБ-4 «ОСА», ПБ-2 «Эгида», МР-461 «Стражник», «Кордон»;
- Картридж светошумовой (КСШ) — российский патрон, применяется с контактно-дистанционно электрошоковыми устройствами (ЭШУ «ЗЕВС» ДК.111, ЭШУ «ФАНТОМ» ДК.111);
- 18,5×55 мм — российский патрон, применяется в бесствольном пистолете ПБ-4-2 «ОСА».

- Стационарные светозвуковые устройства, устанавливаются заранее в месте вероятного появления противника (правонарушителя), приводятся в действие дистанционно, либо срабатывают автоматически при непосредственном соприкосновении со средствами инициирования.

## Конструкция
Светошумовые боеприпасы снаряжены пиротехническим составом. Так, в M84 применяется смесь магния и нитрата аммония.
Корпус светозвуковых гранат изготавливают либо из металлического контейнера, не разрушающегося при взрыве совсем, с отверстиями для выхода взрывных газов, либо из материалов, не образующих при взрыве осколков с высокой кинетической энергией (пластика или карбона).
Некоторые модели светозвуковых гранат дополнительно снаряжены резиновой картечью для оказания травматического действия на правонарушителя. Такие гранаты во время взрыва, помимо яркой вспышки и громкого звука, разбрасывают в стороны резиновую картечь.

## Поражающее воздействие
Основными факторами воздействия светошумовых боеприпасов являются яркая световая вспышка и громкий звук, которые приводят к временному ослеплению и оглушению лиц, находящихся в непосредственной близости от центра взрыва, что на некоторое время лишает их возможности оказывать эффективное сопротивление.
- Психофизиологическое воздействие включает следующие факторы:
  - Световая вспышка — как правило, в диапазоне яркостью 2,5 — 7,5 млн. кандел[2], время ослепления может достигать 20-30 секунд;
  - Звук взрыва — как правило, в диапазоне 165—185 дБ[2], время потери слуха может достигать 4-6 часов.
- Механическое воздействие включает следующие факторы:
  - Импульс взрыва — граната приводится взрывом пиротехнического состава, взрывной импульс которого обладает достаточным поражающим действием в непосредственной близости от тканей человеческого тела.
  - Избыточное давление — как правило, в диапазоне 22 — 36 кПа, может вызвать повреждение внутреннего уха у 1 % взрослых людей, в случае с ребёнком риск увеличивается[2].
  - Механические травмы (ушибы мягких тканей, подкожные гематомы) причиняемые фрагментами корпуса, несмертельными поражающими элементами и вторичными осколками, образующимися при взрыве[2].
- Также срабатывание пиротехнического состава гранаты может стать причиной пожара или возгорания.

Эффект дезориентации при применении подобных устройств может длиться от нескольких секунд до нескольких минут. В наибольшей степени эффект проявляется в темноте, в замкнутом пространстве, при разрыве гранаты в воздухе, между человеком и стеной или иным прочным объектом. Продолжительность воздействия на объект определяется типом применяемых боеприпасов, удалённостью от центра взрыва и другими факторами.
При некоторых обстоятельствах срабатывание светозвуковых боеприпасов может причинить тяжёлые ранения и стать причиной смерти:
- Так, «при срабатывании устройства среди мелких предметов, например среди гаек и болтов в ремонтной мастерской вполне вероятны тяжёлые повреждения вплоть до смертельных»[2];
- Взрыв и вспышка могут стать причиной смерти лиц с заболеваниями сердца[2] или вызвать инсульт:

- В мае 2003 года в Нью-Йорке во время полицейской операции женщина по имени Alberta Spruill скончалась от сердечного приступа, вызванного взрывом светошумовой гранаты, без предупреждения брошенной в её комнату полицейскими
- в марте 2025 года в Белграде во время драки в здании парламента после взрыва попавшей в голову светошумовой гранаты женщина-депутат Ясмина Обрадович была госпитализирована в тяжёлом состоянии (срабатывание светошумовой гранаты вызвало инсульт)

- Известен случай травматической ампутации пальцев при срабатывании светозвуковой гранаты в руке человека:
  - 22 сентября 2009 года в ходе операции по освобождению заложника в Симферополе сотрудники спецподразделения «Беркут» ГУ МВД Украины перед началом штурма частного дома (где, по имевшейся у них информации, укрывался вооружённый преступник, удерживающий заложника) бросили в окно светозвуковую гранату. Хозяин дома попытался выбросить гранату на улицу, но она взорвалась у него в руке. Это привело к травматической ампутации пальцев[8][нет в источнике].
- В феврале 2011 года в штате Северная Каролина, США офицер полицейского спецподразделения SWAT по имени Фред Торнтон погиб в результате взрыва светошумовой гранаты, которую он прикреплял к своему снаряжению[9].
- В 1994 году взрыв светозвуковой гранаты "Заря-1" привёл к травматической ампутации правой руки[10].

Как правило, светозвуковые гранаты применяются правоохранительными органами в ходе задержания особо опасных преступников, освобождения заложников, пресечения групповых хулиганских проявлений или массовых беспорядков, а также войсковым спецназом для захвата противника живым.
В ходе контртеррористических операций светошумовые боеприпасы применяются внутренними войсками совместно с боевым оружием. Они могут использоваться как вспомогательное средство для создания благоприятных условий применения обычного оружия.
Практика применения светозвуковых гранат показывает их высокую эффективность при вытеснении противника с занимаемой им территории и инженерных сооружений.

## Светозвуковые боеприпасы, разработанные в СССР
- Многоэлементная ручная светозвуковая граната «Факел».
  - Эффективный радиус действия, м — 20
  - Количество выбрасываемых элементов, шт — 6
  - Сила света каждого элемента, кд — 10 млн
  - Звуковое давление на удалении 10 м, дБ — не менее 145
- Одноэлементная ручная светозвуковая граната «Факел-С». Граната пожаробезопасна и при срабатывании не дает осколков. Может применяться в помещениях ограниченного объёма, а также в салонах самолётов, поездов, автомобилей.
  - Эффективный радиус действия, м — 5
  - Количество светозвуковых элементов, шт — 1
  - Сила света элемента, кд — не менее 10 млн
  - Звуковое давление на удалении 10 м, дБ — не менее 145
  - Масса, кг — 0,1

Системы СЗГ производства ФНПЦ «НИИ прикладной химии»
- Безосколочная светозвуковая граната «Заря-2»
  - Высота с ППМ, мм — 130
  - Диаметр, мм — 70
  - Масса, кг — 0,175
  - Звуковое давление на расстоянии 10 м, дБ — до 180
  - Сила света, кд — до 30 млн.
  - Время замедления, с — 4+1
- Ручные светозвуковые безосколочные гранаты ГСЗ-Т, ГСЗ-Ш
  - Масса, кг — 0,56
  - Высота, мм — 95
  - Диаметр, мм — 55
  - Звуковое давление на расстоянии 10 м, дБ — 130
  - Сила света, кд — 2 млн
  - Время замедления, с — 4+1
  - Количество шрапнельных элементов, шт — 44
- Многоочаговая светозвуковая граната «Взлёт-М». Предназначена для психологического воздействия на противника (преступника) путём выброса 4-х светозвуковых элементов, что обеспечивает временное подавление психоволевой устойчивости акустическим и светозвуковым воздействием и снижает его боевую способность.

Технические характеристики:
- - Масса изделия, кг — 0,4
  - Количество выбрасываемых элементов, шт — 4
  - Масса состава в одном элементе, г — 15
  - Максимальная сила света одного импульса, кд — 2х10 млн
  - Уровень звукового давления одного импульса (10 м), дБ — 150±15
- Стационарная светозвуковая граната «Пламя» — срабатывает от электрического тока, подаваемого на её контакты.
  - Длина, мм — 84
  - Диаметр, мм — 75
  - Масса, кг — 0,2
- Стационарная светозвуковая граната «Пламя-М» («Пламя-М2»). Снабжена электрическим (для гранаты «Пламя-М») или предохранительно-пусковым (для гранаты «Пламя-М2») механизмом.
  - Масса, кг — до 0,2
  - Высота с электрозапалом, мм — 95
  - Высота с ППМ, мм — 120
  - Диаметр, мм — 75
  - Звуковое давление на расстоянии 15 м, дБ — до 170
  - Сила света, кд — свыше 60 млн
  - Ток срабатывания — свыше 0,5 Ампер

## Предохранительно-исполнительные механизмы
- Предохранительно-пусковой механизм (ППМ) Предназначен для инициирования основного заряда ручных гранат нелетального действия:
  - У-515 — комплектуется капсюлем-детонатором Б-37;
  - У-517М — комплектуется капсюлем-воспламенителем.
- Основные характеристики ППМ У-517М
  - Время дистанционного действия, с — 3,2-4,8
  - Вероятность безотказной работы — более 0,95
  - Выходной импульс — лучевой
  - Диаметр/длина, мм — 15,5/77
  - Масса, г — 35